# Breve (软件)
Breve （首写字母有时以小写形式“b”出现）是一个自由开源软件包，允许用户构建分布式系统和人工生命的三维模拟。用户可以定义三维世界中的多智能体（multi-agent）系统的行为，以便观察它们的相互作用。
Breve涵盖了三维人工体物理模拟，具有对物体之间冲撞行为的探测和响应机制以及一个OpenGL显示引擎。因此它可以用来模拟并以可视化方式呈现出一个半现实（或者说接近真实）的生物和世界。
Breve模拟过程的代码是用一种叫做steve的易用语言编写的。这种语言具有面向对象的特点，同时具有多种语言的优点，如C语言、Perl和Objective-C。Breve也包括对使用Python编写模拟过程的完全支持。
Breve的一大特色在于其可扩展内嵌插件architecture，允许人们编写插件并使之与先前已有的代码和工程相互作用，而且具有对用于进化计算的Push语言的内部支持。
现已编写出在Breve中用于生成MIDI音乐和下载网页的插件，且可通过Lisp环境交互。

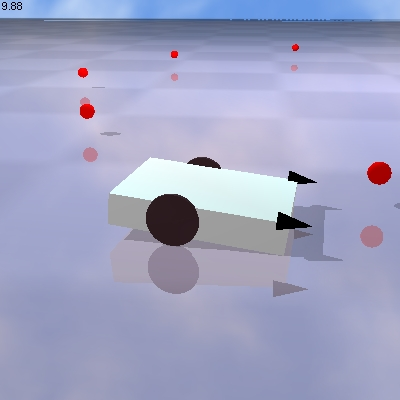
一个Braitenberg的模拟示例.
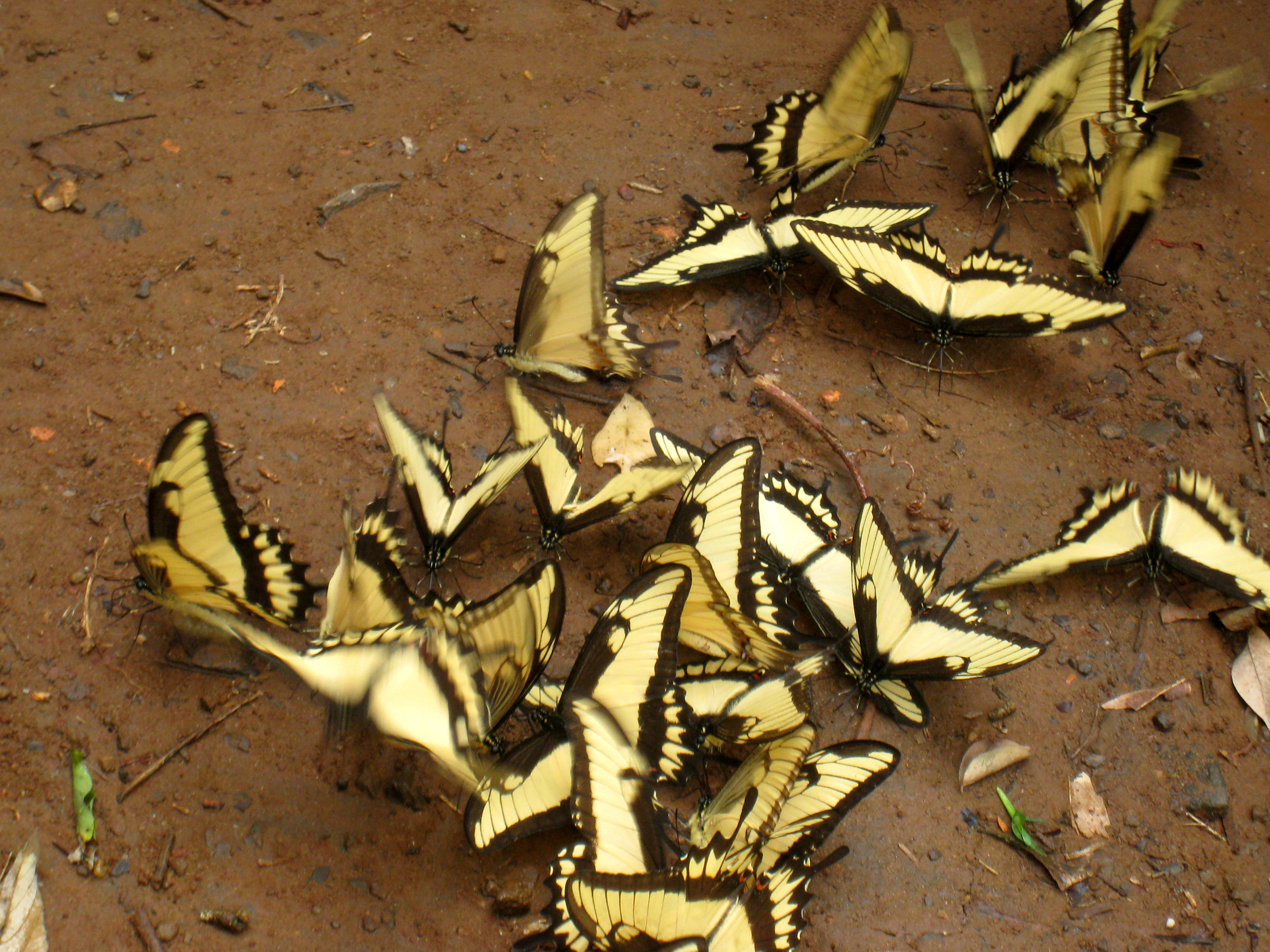
VisionSwarm demo; inset is a picture of the world from the perspective of the selected agent.